# Mogtedo
Mogtédo – miasto w centralnej części Burkiny Faso, w prowincji Ganzourgou.